# Xã Leaf Mountain, Quận Otter Tail, Minnesota
Xã Leaf Mountain (tiếng Anh: Leaf Mountain Township) là một xã thuộc quận Otter Tail, tiểu bang Minnesota, Hoa Kỳ. Năm 2010, dân số của xã này là 326 người.